# 富多來新邨
富多來新邨（英語：Fu Tor Loy Sun Chuen）是香港一個私人住宅項目，位於九龍大角咀博學里。屋苑範圍呈梯形，形狀狹長，南北相向，共建有7幢住宅大廈及購物中心富多來商場。項目由恆基兆業地產策劃，共分兩期發展，分別在1980年和1981年落成。

## 介紹
富多來新邨座落在九龍旺角西面的大角咀，第一期於1980年落成，由3幢樓高14層的住宅大廈組成，每層有6伙，建築面積介乎300至400餘平方呎，屬小型單位；第二期於1981年落成，由4幢住宅大廈組成，一梯八伙，樓高和建築面積與第一期相若，整個屋苑合共提供700個住宅單位，以及一個位於基座、樓高兩層的購物商場。
1980年代初期落成的富多來新邨，當時其南面仍為海旁，第一期的向南單位與油麻地避風塘只有一街之隔，並可眺望渡船角、尖沙咀海運大廈及維多利亞港景色；第二期則位處於晏架街、櫸樹街等大角咀內街，較接近市場、工業大廈和一些舊式住宅大廈，景觀相對較遜色；西九龍填海工程開展前，屋苑鄰近大角咀碼頭，有渡海小輪往返中環，以及多條巴士路線往返九龍各區和新界區，而步行前往旺角亦只需10-15分鐘，供給居民更多生活所需。
隨着大角咀配合西九龍填海工程和連接赤鱲角新機場（香港國際機場）的公路幹線和鐵路於1990年代中後期竣工，把海港變成陸地，並在其上大興土木，富多來新邨的景觀可謂大打折扣，但隨之而來的是有更方便的交通配套，以及大量新型商業和住宅項目落成，的確為屋苑以至整個大角咀帶來一番新氣象。現時，居民生活已不假外求，大同新邨、埃華街、毗連的新九龍廣場和當區「地標」奧海城成為他們的消閒好去處，昔日在海旁的大角咀碼頭現已變成西九龍公路和港鐵奧運站，乘搭東涌綫便可毋須轉乘而前往香港島中環商業區，行程所花的時間比以往大幅縮短。外在環境的劇變，為富多來新邨增添一份獨特性－－旺中帶靜，而單位價格與同區新落成住宅比較可謂有天淵之別，但在舊區中仍屬合理，呎價截至2012年中仍在7,000港元以下，適合初次置業人士作自住用途。

## 大廈名稱
第一期
- A座 富金樓 （地址：博學里5號）
- B座 富鑾樓 （地址：櫸樹街8號）
- C座 富殿樓 （地址：櫻桃街28號）

第二期
- 第1座 富麗樓 （地址：櫸樹街66號）
- 第2座 富堂樓 （地址：鐵樹街58號）
- 第3座 富皇樓 （地址：櫸樹街40號）
- 第4座 富新樓 （地址：鐵樹街36號）

## 樓宇大維修事件
富多來新邨二期於2016年至2017年進行樓宇大維修期間，大廈頻頻出現水浸、滲水，甚至屎水回湧等問題，因業主立案法團與承辦商就維修費鬧糾紛而爛尾，承辦商更拒絕重開兩部已完成大維修的升降機，導致兩部升降機停用超過一年，居民出入大受影響，其後二期法團更被指帳目混亂，有700萬港元工程儲備金去向不明，警方先後於2017年7月以偽造文書罪及2018年6月28日以涉嫌欺詐罪拘捕法團時任主席。

## 鄰近地方
- 新九龍廣場
- 晏架街
- 櫻桃街
- 大角咀道
- 西九龍走廊
- 奧柏·御峯
- 海桃灣
- 奧海城
- 帝柏海灣
- 櫻桃街公園
- 大角咀市政大廈（熟食中心二樓）

## 資料來源
- 香港街道地方指南1989年5月版（通用圖書有限公司出版）
- 利嘉閣樓市成交數據庫（页面存档备份，存于）

1. ↑  . 香港01. 2017-07-17  [2018-07-11]. （原始内容存档于2020-09-29）.
2. ↑  . 蘋果日報. 2017-09-10  [2018-07-04]. （原始内容存档于2018-07-04）.
3. ↑  . 明報. 2017-09-18  [2018-08-07]. （原始内容存档于2018-08-07）.
4. ↑  . 東方日報. 2018-06-29  [2018-07-04]. （原始内容存档于2018-10-05）.